# Gare d'Aix-La Marsalouse
La gare d'Aix-La Marsalouse est une gare ferroviaire française fermée de la ligne du Palais à Eygurande - Merlines, située sur le territoire de la commune d'Aix, au lieu-dit la Marsalouse, dans le département de la Corrèze, en Nouvelle-Aquitaine.
Elle est fermée à toute desserte.

## Situation ferroviaire
Établie à 769 mètres d'altitude, la gare d'Aix-La Marsalouse est située au point kilométrique (PK) 507,998 de la ligne du Palais à Eygurande - Merlines, entre les gares ouvertes d'Ussel et d'Eygurande – Merlines.

## Service

### Desserte

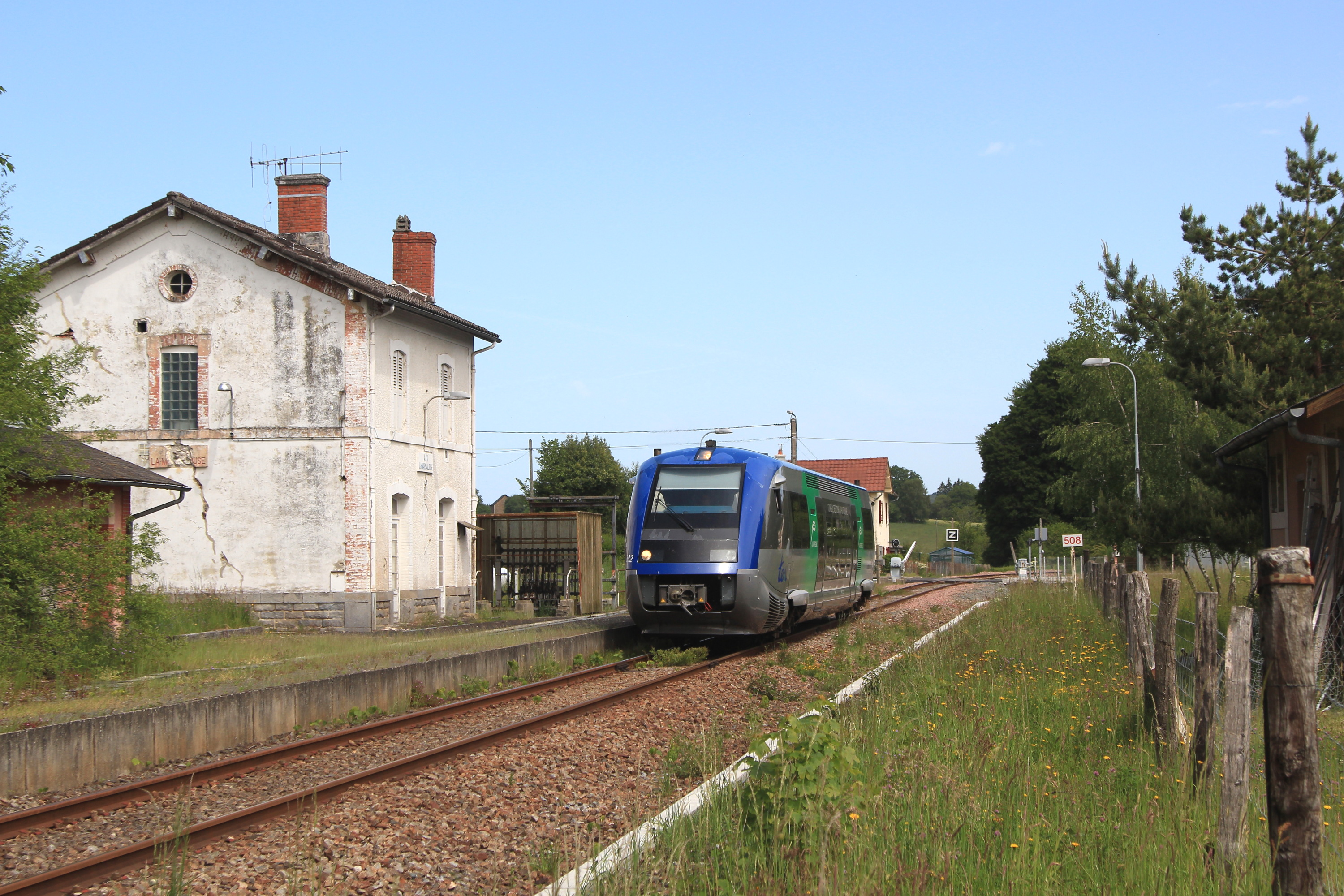
Un TER de type X 73500 passe sans arrêt devant l'ancien bâtiment voyageurs de la gare.

La gare est fermée à toute desserte marchandise ou voyageurs. Jusqu'en 2014, les TER qui passent en gare sans s'arrêter, relient les gares de Clermont-Ferrand à Ussel voire Limoges-Bénédictins et à Brive-la-Gaillarde). Aucune substitution routière n'a été mise en place lors de la fermeture de la gare. Plus aucun train ne circule depuis la fermeture à tout trafic de la ligne reliant Ussel à Laqueuille le 5 juillet 2014.